# مار شاخه‌انگوری آسیایی
مار شاخه‌انگوری آسیایی (نام علمی: Ahaetulla prasina) نام یک گونه از خانواده قمچه‌ماران و بومی آسیای جنوبی است.